# 4952 Kibeshigemaro
4952 Kibeshigemaro eller 1990 FC1 är en asteroid i huvudbältet, som upptäcktes den 26 mars 1990 av den japanske amatörastronomen Atsushi Sugie i Dynic-observatoriet. Den är uppkallad efter Shigemaro Kibe.
Asteroiden har en diameter på ungefär 19 kilometer.